# Slaget vid Harestua
Slaget vid Harestua ägde rum under det stora nordiska kriget mellan uppbådade norska bönder och 500-600 svenska dragoner. Striden hade strategisk betydelse då det norska motståndet fördröjde den svenska framrykningen så att försvararna i Drammen blev underrättade i god tid.